# Anacinetops
Anacinetops is een geslacht van kreeftachtigen uit de klasse van de Malacostraca (hogere kreeftachtigen).

## Soort
- Anacinetops stimpsoni Miers, 1879